# Nuuk Center
Nuuk Center (forkortet NC) er et indkøbscenter i Nuuk, Grønlands hovedstad. Centeret, der er det første af sin art i Grønland, blev indviet den 27. juli 2012. Centeret er nabo til Katuaq og henvender sig til et bredt spektrum af kunder.

## Butikker
Centeret huser forskellige lokale butikker og nogle kædebutikker og -restaurationer.

### Stueetagen
- Pisiffik
- Bone's
- Cafè Mamaq
- Synoptik
- Nønne.net
- Ittu.net
- IttuMan
- BabySam
- Inumineqs legeland
- IQ Naasut
- Pascucci Corner
- Matas
- Next Generation

### 1. etage
- Suku
- Elgiganten
- Torrak Fashion
- Kop & Kande
- Lysbutikken
- Salon Mariia
- Ittuwoman
- Anori Art

## Modtagelse af centeret
Nuuk Center blev budt velkommen af det lokale erhvervsliv, herunder af Nuuk Handelstandsforening, og det anses generelt for at have styrket de lokale handlende. Ved at have et centralt indkøbscenter kan de lokale bedre konkurrere mod multinationale firmaer. Centeret anses også for at have en positiv beskæftigelseseffekt.
Centeret har dog også fået kritik. Nuuk Center har fx påvirket bybilledet arkitektonisk. mens andre har set det som en trussel mod lokale måder at handle på.

## Opførelse
Planlægningen og opførelsen af indkøbscenteret startede i 2005 under ledelse af Nuuk Centerforening. Nuuk Center er det første indkøbscenter i Grønland og har den første underjordiske parkeringsplads i landets hovedstad.
64°10′40.8″N 51°44′20.7″V / 64.178000°N 51.739083°V